# Sieba
Sieba eller Siva var i vendisk mytologi gudinde for ægteskab. Hun var dermed også gudinde for livet og kærlighed. Hendes mand var ægteskabets mandlige gud Siebog.
B.S. Ingemann opfatter hende som den samme gudinde som Sif i nordisk mytologi.[kilde mangler]